# Pseudosymblepharis schimperiana
Pseudosymblepharis schimperiana là một loài Rêu trong họ Pottiaceae. Loài này được (Paris) H.A. Crum miêu tả khoa học đầu tiên năm 1952.